# Eisuke Nakanishi
Pour les articles homonymes, voir Nakanishi.
Eisuke Nakanishi (中西 永輔, Nakanishi Eisuke) est un footballeur japonais né le 23 juin 1973 à Suzuka dans la préfecture de Mie au Japon.